# Coyametepec
Coyametepec är en ort i Mexiko.   Den ligger i kommunen Acaxochitlán och delstaten Hidalgo, i den sydöstra delen av landet, 120 km nordost om huvudstaden Mexico City. Coyametepec ligger 2 338 meter över havet och antalet invånare är 666.
Terrängen runt Coyametepec är kuperad. Runt Coyametepec är det ganska tätbefolkat, med 108 invånare per kvadratkilometer. Närmaste större samhälle är Tulancingo, 17,7 km väster om Coyametepec. I omgivningarna runt Coyametepec växer i huvudsak blandskog.